# 케임브리지셔아일오브일리주

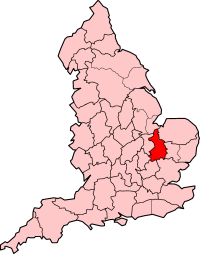
케임브리지셔아일오브일리주의 위치

케임브리지셔아일오브일리주(Cambridgeshire and Isle of Ely)는 과거 잉글랜드에 존재했던 주로 주도는 케임브리지이다. 1965년에 신설되었으며 1974년에 케임브리지셔주로 개편되면서 폐지되었다.